# 沉默之丘：驟雨
《沉默之丘：驟雨》是一款驚悚遊戲，也是寂静岭系列的第八部作品，原預定於2011年10月發售，但官方已將發售時間延至2012年。《寂静岭：驟雨》本來暫定的名稱為「寂静岭8」，並由科樂美發行，Vatra Games開發。遊戲計畫發售於PS3與Xbox 360兩大遊戲平台上。在PS3上的發售將是系列作的第一款3D遊戲。一如往常的系列作，《沉默之丘：驟雨》包含了解謎與動作，且遊戲大部分也將採用熟悉的第三人稱視點與幾個固定的攝影機視點。本次故事的發生點主要位於沉默之丘的南邊，之前的系列作中從未出現的地區，且故事與之前的系列作也不會有關聯。

## 遊戲系統
界面採用第三人身越肩式視角以及開放式環境。遊戲於系列中首次以驟雨作為環境改變之提示：下大雨時怪物數量會增加，主角可躲進室內等待雨勢減弱。環境內各種物品均可作為武器，但所有格鬥戰武器均是消耗品且只能攜帶一種。除與系列前作同樣著重解謎以進行主線劇情亦引入支線任務。

## 故事
囚犯墨菲·潘道頓（Murphy Pendleton）在服刑期間與懲教官喬治·西渥（George Sewell）定下協議讓自己能手刃殺害自己兒子的戀童犯派屈克·尼皮亞（Patrick Napier）。不久墨菲在保安官安·康寧漢（Anne Cunningham）戒護下被移監至一所高級安全戒護監獄，但囚車為閃避斷崖而失事翻側。墨菲醒來後發現霧氣籠罩四周，除郵差霍華·布萊克伍德（Howard Blackwood）與短暫目擊一名輪椅病人外四下無人，在其指示下乘坐吊車到達寂靜嶺。墨菲遇上安並被指控其過去犯下的罪行，但安因無法向墨菲開槍而讓他離開。
墨菲在探索環境其間除遇上怪物也不時聽到附近電台為他發出之點播，因此決定前往電台。點播主持人巴比·瑞克斯（Bobby Ricks）表示自己被不明力量困於電台無法離開並請求墨菲協助他逃走，此時安出現欲借用電台電話與同僚聯絡但三人不久被怪物襲擊，墨菲亦於裏世界再次遇上輪椅病人。
墨菲返回表世界後從郵差霍華那裡接到一封信件，指示他前往聖馬利亞孤兒院（St. Maria's orphanage），院內一名修女迎接墨菲並表示有一名已去世親屬正待他接收。墨菲於探索期間憶起其已故兒子被派屈克殺害，以及故意犯罪被囚以接近派屈克作出復仇之經過。墨菲於停屍間發現該親屬乃一隻怪物，並於擊敗它後取得巴比之快艇鑰匙。墨菲離開孤兒院到達岸邊啟動快艇準備離開，不久安於快艇上現身並在墨菲拒絕駛回後向他開火。
墨菲於裏世界醒來並被巨型輪椅病人攻擊，墨菲於拔除其所有維生系統後把它擊敗，亦憶起自己與懲戒官喬治之另一項協議：殺害另一名準備舉報喬治腐敗行為之懲戒官法蘭克（Frank Coleridge）。安現身並表示法蘭克乃其父親，遇害變成植物人數年後死去（該輪椅病人乃法蘭克之象徵），而安認為墨菲是凶手，因此安排他移監至自己管轄之監獄以進行復仇。遊戲最終視乎墨菲是否殺死安以及遊戲中玩家之各項選擇，共有六個結局。

## 主要登場人物
墨菲·潘道頓（Murphy Pendleton）
本作主角。RS 273A號囚犯，在監獄轉移的同時發生運囚車事故，醒來後發現被困在沈默之丘小鎮之中。
安·康寧漢 （Anne Cunningham）
負責本次運囚行動的女獄警，同樣在運囚車事故後生還，對主角墨菲心懷怨恨，似乎與主角的過去有關。

## 開發
在2010年4月加州舊金山的記者會中，科樂美宣布了《沉默之丘：驟雨》的消息，並確定該遊戲將由捷克的開發公司Vatra Games負責開發。在2010年E3展的時候，名稱本來是「沉默之丘8」。

### 音樂
在系列作中，固定的作曲者山岡晃由Daniel Licht來取代。系列作的常客Mary Elizabeth McGlynn也於2010年6月中提到她並未被邀請參加《驟雨》的製作，但其製作人Tomm Hulett於之後2011年6月時卻確定McGlynn將會為遊戲獻聲，而主題曲將由美國新金屬樂團Korn所演唱。這件事所得到的迴響為有某些遊戲支持者在網路上發起了請願活動做為這次對主題曲演唱者更換的抗議。然而Hulett在尋找主題曲的新演唱者時認為Korn樂團「最為合乎感覺」，並也說了「主題曲並非《驟雨》遊戲的完整部份」。

## 外部連結
- 官方网站